# Rugvica
Rugvica – wieś w Chorwacji, w żupanii zagrzebskiej, w gminie Rugvica. W 2011 roku liczyła 722 mieszkańców.